# Vital Soares
Vital Henrique Batista Soares (Valença, 13 de noviembre de 1874 — Salvador, 19 de abril de 1933) fue un abogado y político brasileño.

## Trayectoria
Fue presidente del estado de Bahía desde 1927. Para las elecciones de 1 de marzo de 1930, el presidente Washington Luís impulsó la candidatura de Júlio Prestes, en la que figuraba como candidato a la Vicepresidencia de Brasil, Vital Soares. A esta candidatura se opuso la auspiciada por el nuevo partido Aliança Liberal, encabezada por Getúlio Vargas y João Pessoa. Tras el triunfo de la lista oficial, ni Júlio Prestes ni Vital Soares tomaron posesión de sus cargos, debido al estallido de la Revolución de 1930.

## Revolución de 1930
El presidente Washington Luís Pereira de Souza hubo de afrontar el agravamiento de la crisis económica, que provocó numerosas huelgas así como la radicalización de la vida política. Las huelgas habían sido declaradas ilegales desde agosto de 1927, y se impulsaron fuertes medidas en contra del comunismo. 
Tras las votaciones de 1 de marzo y la inminente toma de poder por Júlio Prestes, el 3 de octubre de 1930 se inició en el sur del país una rebelión cívica. En Salvador de Bahía, la población protesta por los pésimos servicios de la compañía eléctrica, perteneciente a un grupo canadiense. La población ataca e incendia ómnibus del mismo grupo empresarial, así como naves de la empresa de aviación Condor y de la General Electric, ambas extranjeras.
La protesta contra la elección de los candidatos Prestes Maia /Vital Soares, quienes habían derrotado a los candidatos Getúlio Vargas/Joao Pessoa en las elecciones presidenciales se transforma en batallas callejeras. El gobierno de Bahía, fiel a la línea del gobernador Vital Soares, ahora vicepresidente electo, hubo de enfrentarse a la rebelión popular.
Mientras tanto, el candidato derrotado, Getúlio Vargas, conseguía el apoyo de numerosos líderes políticos y militares y lideró, así, una revuelta contra el gobierno. Después de tres semanas de enfrentamientos, Washington Luís Pereira de Souza -presidente saliente- es depuesto y Vargas asume la presidencia.